# John Wesley Hyatt

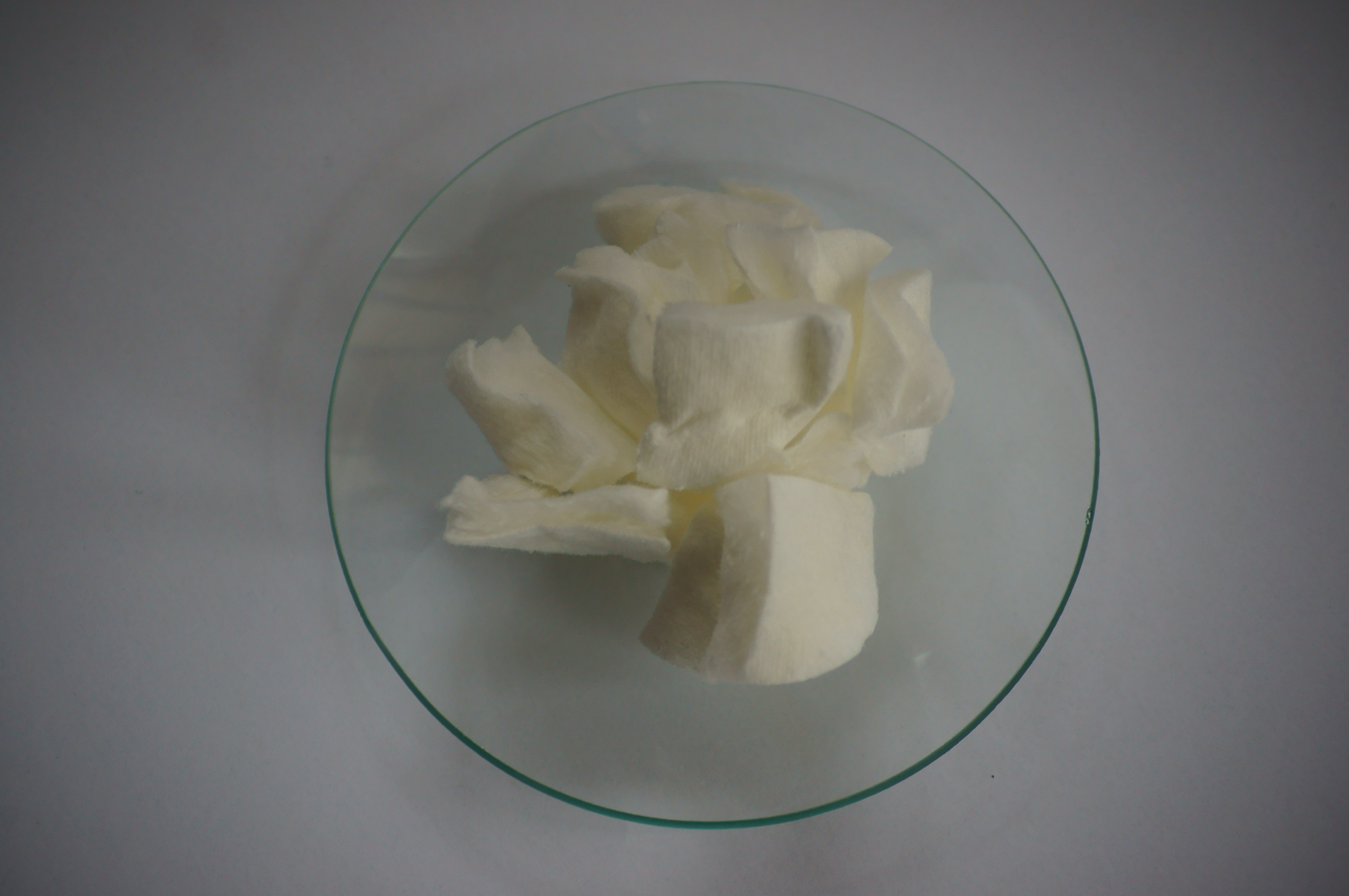
Le nitrocellulose à l'état solide.

John Wesley Hyatt (né le 28 novembre 1837 à Starkey (New York) – 10 mai 1920) est un inventeur américain passé à la postérité pour l'industrialisation de la production du celluloïd, l'une des premières matières plastiques.

## Biographie
Hyatt commença sa carrière comme ouvrier-imprimeur à l'âge de 16 ans. Quelques années plus tard, la guerre de sécession éclatait, avec pour conséquence un blocus qui interrompait notamment la livraison d'ivoire. Ce matériau était alors utilisé, non seulement pour la marqueterie, mais aussi pour une multitude d'articles de la vie quotidienne : pommeaux de canne, boutons ou boules de billard. Avec l'appui de son frère Isaiah, Hyatt tenta de trouver un substitut synthétique à l'ivoire à partir de la parkesine, une variété dure du nitrocellulose. La parkesine, qui est considérée comme la première matière plastique malgré son échec commercial en Europe, avait été inventée par l'Anglais Alexander Parkes en 1862. Quant au nitrocellulose liquide ou collodion, il avait été inventé dès 1846 par Louis Ménard et utilisé en 1851 par Frederick Scott Archer pour le traitement du papier photographique ; le collodion connaissait alors une diffusion importante comme film protecteur à séchage rapide, pour les doigts des ouvriers imprimeurs. Hyatt découvrit le moyen de produire une forme solide de nitrocellulose, à la fois peu onéreuse et présentant d'excellentes propriétés mécaniques : stabilité de forme, résilience aux chocs et fort coefficient de restitution. Il breveta cette découverte aux États-Unis en 1869 sous le nom de "Celluloid" (brevet US 50359; mot désormais passé dans le langage courant). En 1870, Hyatt crée sa propre société, Albany Dental Plate Company : elle commercialise des boules de billard, des prothèses dentaires et des touches de piano. Deux ans plus tard, il crée Hyatt’s Celluloid Manufacturing Company à Albany (New York), avant d'emménager à Newark en 1873.
Mais outre-Atlantique, un inventeur anglais, Daniel Spill, avait breveté le même plastique qu'il commercialisait au Royaume-Uni sous le nom de Xylonite. Spill intenta un procès à Hyatt, et il s'ensuivit une longue procédure (de 1877 à 1884). Le jugement reconnut que le véritable inventeur du celluloïd était Parkes, mais il reconnaissait les droits des industriels anglais comme américains à poursuivre la fabrication et la commercialisation du celluloïd.
Parmi les autres brevets de Hyatt, il y a une presse d'injection plastique, des roulements à billes et une machine à coudre multi-aiguilles. John W. Hyatt fonda la Hyatt Roller Bearing Company en 1892 à Harrison. En 1895 il recruta comme projeteur Alfred P. Sloan, fils d'un des actionnaires de sa société, qui en 1905 devint président. La société fut revendue en 1916 à United Motors Corp., dont Sloan devint le président.